# Community Shield 2016
La Community Shield 2016 fue la XCIII edición de la Community Shield. La disputaron el Leicester City como ganador de la Premier League 2015-16 y el Manchester United como campeón de la FA Cup 2015-16 el 7 de agosto de 2016. El árbitro del partido fue el inglés Craig Pawson.

## Equipos participantes
| Leicester City    |  | Bandera de Inglaterra |  | Campeón de la Premier League (2015-16) |
| Manchester United |  | Bandera de Inglaterra |  | Campeón de la FA Cup (2015-16)         |

## Partido
| 1     | Guardameta     | Kasper Schmeichel |     |
| 5     | Defensa        | Wes Morgan        |     |
| 6     | Defensa        | Robert Huth       | 90' |
| 17    | Defensa        | Danny Simpson     | 62' |
| 28    | Defensa        | Christian Fuchs   | 80' |
| 4     | Centrocampista | Danny Drinkwater  |     |
| 10    | Centrocampista | Andy King         | 62' |
| 11    | Centrocampista | Marc Albrighton   | 46' |
| 26    | Centrocampista | Riyad Mahrez      |     |
| 9     | Delantero      | Jamie Vardy       |     |
| 20    | Delantero      | Shinji Okazaki    | 46' |
| D. T. | D. T.          | Claudio Ranieri   |     |

| 1     | Guardameta     | David de Gea       |     |
| 3     | Defensa        | Eric Bailly        |     |
| 17    | Defensa        | Daley Blind        |     |
| 23    | Defensa        | Luke Shaw          | 70' |
| 25    | Defensa        | Antonio Valencia   |     |
| 14    | Centrocampista | Jesse Lingard      | 63' |
| 16    | Centrocampista | Michael Carrick    | 61' |
| 27    | Centrocampista | Marouane Fellaini  |     |
| 9     | Delantero      | Zlatan Ibrahimović |     |
| 10    | Delantero      | Wayne Rooney       | 87' |
| 11    | Delantero      | Anthony Martial    | 70' |
| D. T. | D. T.          | José Mourinho      |     |

| 22 | Delantero      | Demarai Gray   | 46' |
| 7  | Delantero      | Ahmed Musa     | 46' |
| 24 | Centrocampista | Nampalys Mendy | 62' |
| 2  | Defensa        | Luis Hernández | 62' |
| 15 | Centrocampista | Jeff Schlupp   | 80' |
| 23 | Delantero      | Leonardo Ulloa | 90' |

| 21 | Centrocampista | Ander Herrera       | 61'          |
| 8  | Centrocampista | Juan Mata           | 63' · 90+3'' |
| 5  | Defensa        | Marcos Rojo         | 70'          |
| 19 | Delantero      | Marcus Rashford     | 70'          |
| 28 | Centrocampista | Morgan Schneiderlin | 87'          |
| 22 | Centrocampista | Henrij Mjitarián    | 90'+3'       |

| 52' | Jamie Vardy | 1:1 |

| 32' · 83' | Jesse Lingard Zlatan Ibrahimović | 0:1 1:2 |

| 40' · 55' · 74' | Danny Simpson Andy King Jamie Vardy |

| 71' | Eric Bailly |

| Principal  | Craig Pawson  |
| Asistentes | Steve Child   |
|            | Lee Betts     |
| Cuarto     | Robert Madley |

|                    |     |     |
| Tiros              | 10  | 9   |
| Tiros a puerta     | 2   | 6   |
| Faltas             | 10  | 10  |
| Saques de esquina  | 7   | 2   |
| Penaltis           | 0   | 0   |
| Fueras de juego    | 1   | 4   |
| Posesión del balón | 42% | 58% |

| Alineación inicial |

| 1     | Guardameta     | Kasper Schmeichel |     |
| 5     | Defensa        | Wes Morgan        |     |
| 6     | Defensa        | Robert Huth       | 90' |
| 17    | Defensa        | Danny Simpson     | 62' |
| 28    | Defensa        | Christian Fuchs   | 80' |
| 4     | Centrocampista | Danny Drinkwater  |     |
| 10    | Centrocampista | Andy King         | 62' |
| 11    | Centrocampista | Marc Albrighton   | 46' |
| 26    | Centrocampista | Riyad Mahrez      |     |
| 9     | Delantero      | Jamie Vardy       |     |
| 20    | Delantero      | Shinji Okazaki    | 46' |
| D. T. | D. T.          | Claudio Ranieri   |     |

| 1     | Guardameta     | David de Gea       |     |
| 3     | Defensa        | Eric Bailly        |     |
| 17    | Defensa        | Daley Blind        |     |
| 23    | Defensa        | Luke Shaw          | 70' |
| 25    | Defensa        | Antonio Valencia   |     |
| 14    | Centrocampista | Jesse Lingard      | 63' |
| 16    | Centrocampista | Michael Carrick    | 61' |
| 27    | Centrocampista | Marouane Fellaini  |     |
| 9     | Delantero      | Zlatan Ibrahimović |     |
| 10    | Delantero      | Wayne Rooney       | 87' |
| 11    | Delantero      | Anthony Martial    | 70' |
| D. T. | D. T.          | José Mourinho      |     |

| 22 | Delantero      | Demarai Gray   | 46' |
| 7  | Delantero      | Ahmed Musa     | 46' |
| 24 | Centrocampista | Nampalys Mendy | 62' |
| 2  | Defensa        | Luis Hernández | 62' |
| 15 | Centrocampista | Jeff Schlupp   | 80' |
| 23 | Delantero      | Leonardo Ulloa | 90' |

| 21 | Centrocampista | Ander Herrera       | 61'          |
| 8  | Centrocampista | Juan Mata           | 63' · 90+3'' |
| 5  | Defensa        | Marcos Rojo         | 70'          |
| 19 | Delantero      | Marcus Rashford     | 70'          |
| 28 | Centrocampista | Morgan Schneiderlin | 87'          |
| 22 | Centrocampista | Henrij Mjitarián    | 90'+3'       |

| 52' | Jamie Vardy | 1:1 |

| 32' · 83' | Jesse Lingard Zlatan Ibrahimović | 0:1 1:2 |

| 40' · 55' · 74' | Danny Simpson Andy King Jamie Vardy |

| 71' | Eric Bailly |

| Principal  | Craig Pawson  |
| Asistentes | Steve Child   |
|            | Lee Betts     |
| Cuarto     | Robert Madley |

|                    |     |     |
| Tiros              | 10  | 9   |
| Tiros a puerta     | 2   | 6   |
| Faltas             | 10  | 10  |
| Saques de esquina  | 7   | 2   |
| Penaltis           | 0   | 0   |
| Fueras de juego    | 1   | 4   |
| Posesión del balón | 42% | 58% |

| Alineación inicial |

| 1     | Guardameta     | Kasper Schmeichel |     |
| 5     | Defensa        | Wes Morgan        |     |
| 6     | Defensa        | Robert Huth       | 90' |
| 17    | Defensa        | Danny Simpson     | 62' |
| 28    | Defensa        | Christian Fuchs   | 80' |
| 4     | Centrocampista | Danny Drinkwater  |     |
| 10    | Centrocampista | Andy King         | 62' |
| 11    | Centrocampista | Marc Albrighton   | 46' |
| 26    | Centrocampista | Riyad Mahrez      |     |
| 9     | Delantero      | Jamie Vardy       |     |
| 20    | Delantero      | Shinji Okazaki    | 46' |
| D. T. | D. T.          | Claudio Ranieri   |     |

| 1     | Guardameta     | David de Gea       |     |
| 3     | Defensa        | Eric Bailly        |     |
| 17    | Defensa        | Daley Blind        |     |
| 23    | Defensa        | Luke Shaw          | 70' |
| 25    | Defensa        | Antonio Valencia   |     |
| 14    | Centrocampista | Jesse Lingard      | 63' |
| 16    | Centrocampista | Michael Carrick    | 61' |
| 27    | Centrocampista | Marouane Fellaini  |     |
| 9     | Delantero      | Zlatan Ibrahimović |     |
| 10    | Delantero      | Wayne Rooney       | 87' |
| 11    | Delantero      | Anthony Martial    | 70' |
| D. T. | D. T.          | José Mourinho      |     |

| 22 | Delantero      | Demarai Gray   | 46' |
| 7  | Delantero      | Ahmed Musa     | 46' |
| 24 | Centrocampista | Nampalys Mendy | 62' |
| 2  | Defensa        | Luis Hernández | 62' |
| 15 | Centrocampista | Jeff Schlupp   | 80' |
| 23 | Delantero      | Leonardo Ulloa | 90' |

| 21 | Centrocampista | Ander Herrera       | 61'          |
| 8  | Centrocampista | Juan Mata           | 63' · 90+3'' |
| 5  | Defensa        | Marcos Rojo         | 70'          |
| 19 | Delantero      | Marcus Rashford     | 70'          |
| 28 | Centrocampista | Morgan Schneiderlin | 87'          |
| 22 | Centrocampista | Henrij Mjitarián    | 90'+3'       |

| 52' | Jamie Vardy | 1:1 |

| 32' · 83' | Jesse Lingard Zlatan Ibrahimović | 0:1 1:2 |

| 40' · 55' · 74' | Danny Simpson Andy King Jamie Vardy |

| 71' | Eric Bailly |

| Principal  | Craig Pawson  |
| Asistentes | Steve Child   |
|            | Lee Betts     |
| Cuarto     | Robert Madley |

|                    |     |     |
| Tiros              | 10  | 9   |
| Tiros a puerta     | 2   | 6   |
| Faltas             | 10  | 10  |
| Saques de esquina  | 7   | 2   |
| Penaltis           | 0   | 0   |
| Fueras de juego    | 1   | 4   |
| Posesión del balón | 42% | 58% |

| Alineación inicial |

| 1     | Guardameta     | Kasper Schmeichel |     |
| 5     | Defensa        | Wes Morgan        |     |
| 6     | Defensa        | Robert Huth       | 90' |
| 17    | Defensa        | Danny Simpson     | 62' |
| 28    | Defensa        | Christian Fuchs   | 80' |
| 4     | Centrocampista | Danny Drinkwater  |     |
| 10    | Centrocampista | Andy King         | 62' |
| 11    | Centrocampista | Marc Albrighton   | 46' |
| 26    | Centrocampista | Riyad Mahrez      |     |
| 9     | Delantero      | Jamie Vardy       |     |
| 20    | Delantero      | Shinji Okazaki    | 46' |
| D. T. | D. T.          | Claudio Ranieri   |     |

| 1     | Guardameta     | David de Gea       |     |
| 3     | Defensa        | Eric Bailly        |     |
| 17    | Defensa        | Daley Blind        |     |
| 23    | Defensa        | Luke Shaw          | 70' |
| 25    | Defensa        | Antonio Valencia   |     |
| 14    | Centrocampista | Jesse Lingard      | 63' |
| 16    | Centrocampista | Michael Carrick    | 61' |
| 27    | Centrocampista | Marouane Fellaini  |     |
| 9     | Delantero      | Zlatan Ibrahimović |     |
| 10    | Delantero      | Wayne Rooney       | 87' |
| 11    | Delantero      | Anthony Martial    | 70' |
| D. T. | D. T.          | José Mourinho      |     |

| 22 | Delantero      | Demarai Gray   | 46' |
| 7  | Delantero      | Ahmed Musa     | 46' |
| 24 | Centrocampista | Nampalys Mendy | 62' |
| 2  | Defensa        | Luis Hernández | 62' |
| 15 | Centrocampista | Jeff Schlupp   | 80' |
| 23 | Delantero      | Leonardo Ulloa | 90' |

| 21 | Centrocampista | Ander Herrera       | 61'          |
| 8  | Centrocampista | Juan Mata           | 63' · 90+3'' |
| 5  | Defensa        | Marcos Rojo         | 70'          |
| 19 | Delantero      | Marcus Rashford     | 70'          |
| 28 | Centrocampista | Morgan Schneiderlin | 87'          |
| 22 | Centrocampista | Henrij Mjitarián    | 90'+3'       |

| 52' | Jamie Vardy | 1:1 |

| 32' · 83' | Jesse Lingard Zlatan Ibrahimović | 0:1 1:2 |

| 40' · 55' · 74' | Danny Simpson Andy King Jamie Vardy |

| 71' | Eric Bailly |

| Principal  | Craig Pawson  |
| Asistentes | Steve Child   |
|            | Lee Betts     |
| Cuarto     | Robert Madley |

|                    |     |     |
| Tiros              | 10  | 9   |
| Tiros a puerta     | 2   | 6   |
| Faltas             | 10  | 10  |
| Saques de esquina  | 7   | 2   |
| Penaltis           | 0   | 0   |
| Fueras de juego    | 1   | 4   |
| Posesión del balón | 42% | 58% |

| Alineación inicial |

| Campeón Community Shield 2016 |
| ----------------------------- |
| Manchester United 21° título  |

| Predecesor: Community Shield 2015 | Community Shield 2016 | Sucesor: Community Shield 2017 |